# 中国驻罗马尼亚大使馆
中华人民共和国驻罗马尼亚大使馆（羅馬尼亞語：Ambasada Republicii Populare Chineze în România），简称中国驻罗马尼亚大使馆，是中华人民共和国驻罗马尼亚的外交代表机构。